# Gilbert Stuart

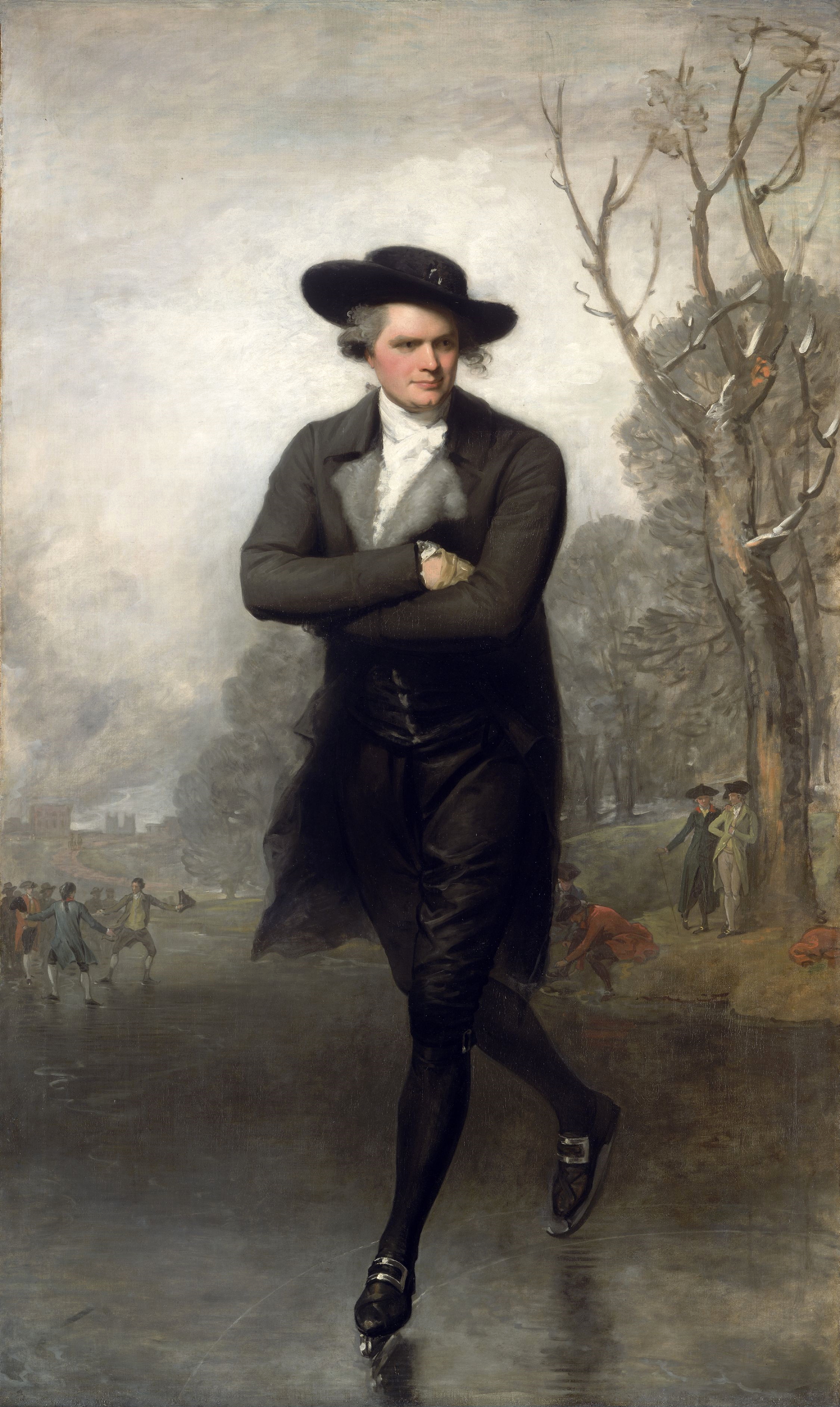
Korcsolyázó férfi, 1782

Gilbert Charles Stuart (Saunderstown, Rhode Island, 1755. december 3. – Boston, Massachusetts, 1828. július 9.), amerikai festő, portréfestő (korai republikánus korszak).

## Élete
A Rhode Island állambeli Saunderstownban született, Skóciából érkezett szülők gyermekeként. Hétéves volt, amikor a család az ugyancsak Rhode Islanden lévő Newportba költözött. Még ifjúkorában egy skót portréfestő magával vitte a skóciai Edinburgh-ba, hogy kitanulhassa a mesterséget. Mentora hamarosan meghalt, ő pedig visszatért Newportba. Stuarték a tory politikai irányzathoz tartoztak, vagyis ellenezték az amerikai függetlenségi törekvéseket. Emiatt a család Új-Skóciába költözött, Gilbert pedig a függetlenségi háború előestéjén, 1775-ben Londonba távozott.

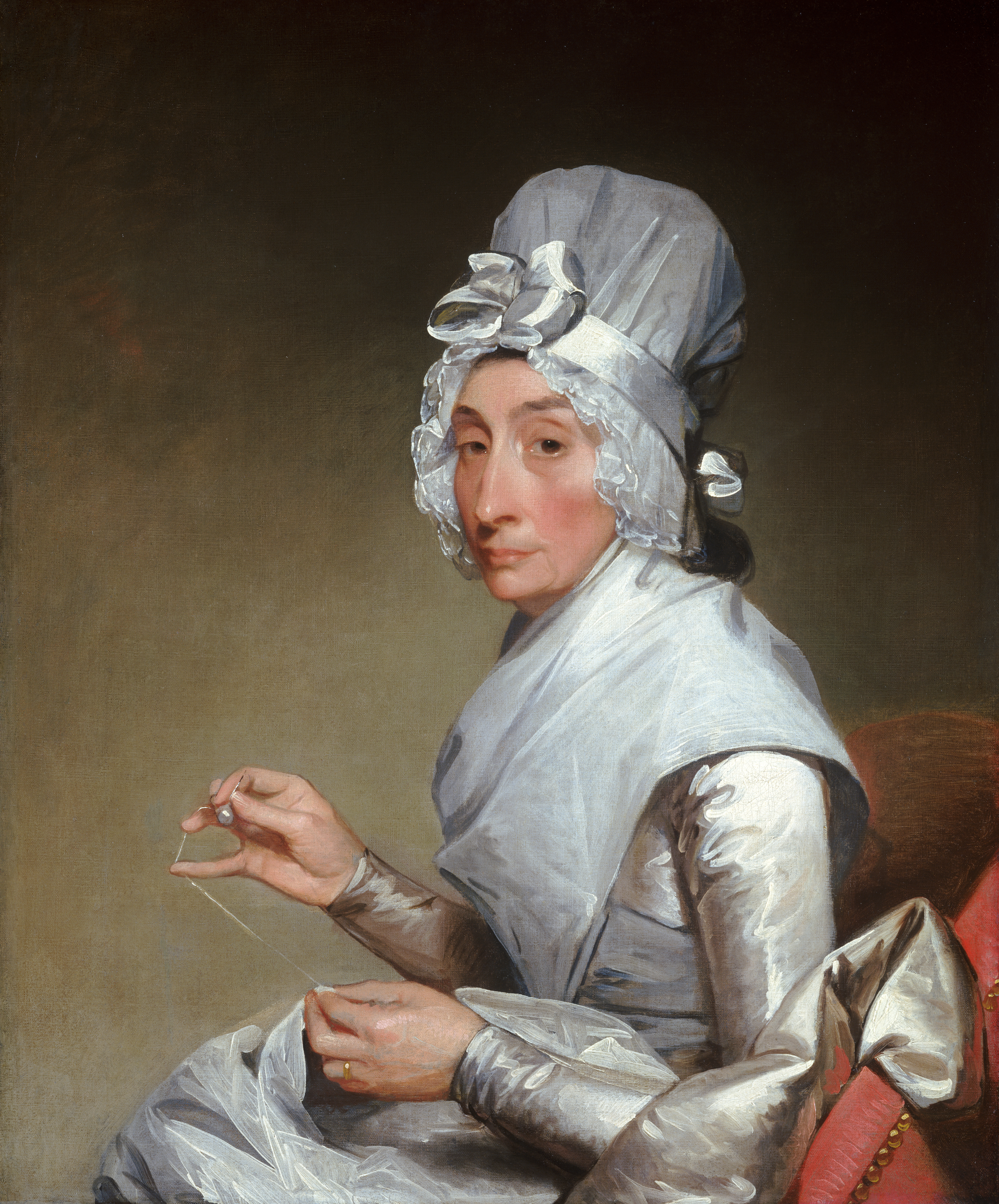
Mrs. Richard Yates, 1793/1794. Egyesek szerint Stuart legjobb munkája

Bár nem kedvelte a történelmi képeket, és mindenáron portréfestő akart lenni, kétségbeejtő anyagi helyzete miatt Londonban felkereste III. György király históriafestőjét, az Amerikából elszármazott Benjamin Westet, aki hosszú ideig a brit fővárosba tanulni jött amerikai festők első számú támasza és oktatója volt. A tanár-diák kapcsolat gyümölcsözőnek bizonyult, és Stuart már nemsokára a Királyi Akadémián állított ki. 1782-ben végül a rangos intézmény kiállítására elküldött Grant of Congalton (ismertebb nevén The Skater, vagyis Korcsolyázó férfi) meghozta számára a sikert. Az egész alakos olajfestményen skót megrendelője látható, amint Londonban a Temze jegén siklik.
1786-ban elvette Charlotte Coates-ot. Mivel pénzügyei az egyébként számos megrendelés ellenére sem a legszerencsésebben alakultak – és nem mellesleg az adósok börtöne fenyegette – hitelezői elől a következő évben Dublinba szökött, ahol öt évig élt. Írország legjobb portréfestőjeként itt sem maradt megrendelések híján, igaz, az adósságot is változatlan tehetséggel halmozta.

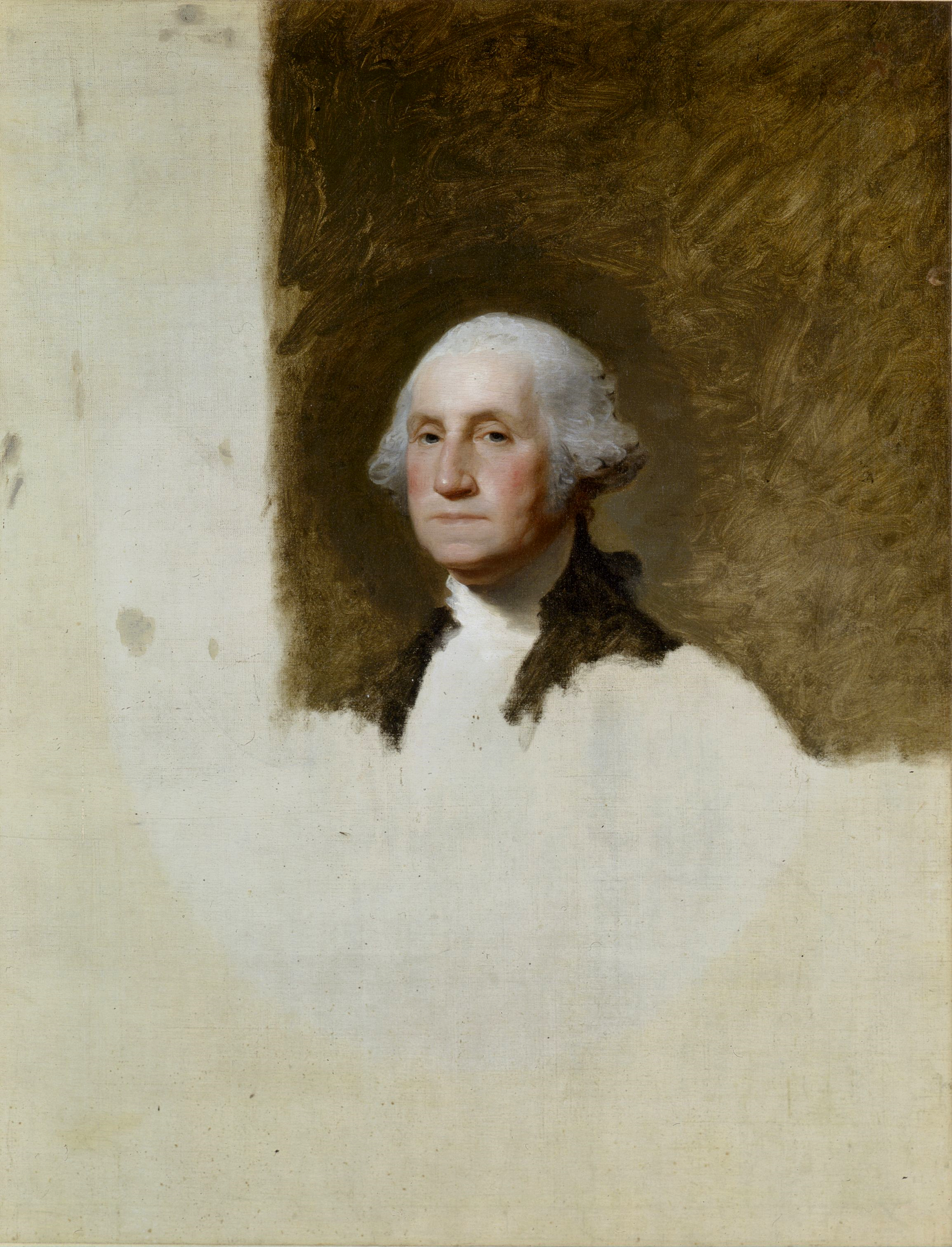
George Washington (Athanaeum Portrait), 1796. Bár Stuart több másolatot is készített róla, az eredeti befejezetlen maradt

Az 1790-es évek elején visszatért az Újvilágba, állítólag azért, mert eszébe jutott, hogy ha a közben ikonikus alakká (és a portréfestők leghőbben áhított modelljévé) vált George Washington elnökről készítene portrékat, akkor élete hátralevő részében végre talán nem lenne gondja az anyagiakra. Először New Yorkban, majd nem sokra rá az ideiglenes fővárosban, Philadelphiában telepedett le. Valóban sikerült megbízást szereznie Washingtontól, és a megszületett képek rendkívül népszerűvé váltak. A függetlenségi háború egykori hadvezéréről készült ún. "Athenaeum-portré" ma is az egydolláros bankjegyet díszíti, míg a befejezetlen eredeti háromévenként utazik a Boston Museum of Fine Arts és a fővárosi National Portrait Gallery között. Egy másik, nagyméretű, egész alakos Washingtonja a Fehér Házban van. (Ez utóbbi képet egyébként 1814-ben Madison elnök felesége menekítette ki az utolsó pillanatban, mielőtt a betörő brit katonák felgyújtották a kormányzati épületeket).

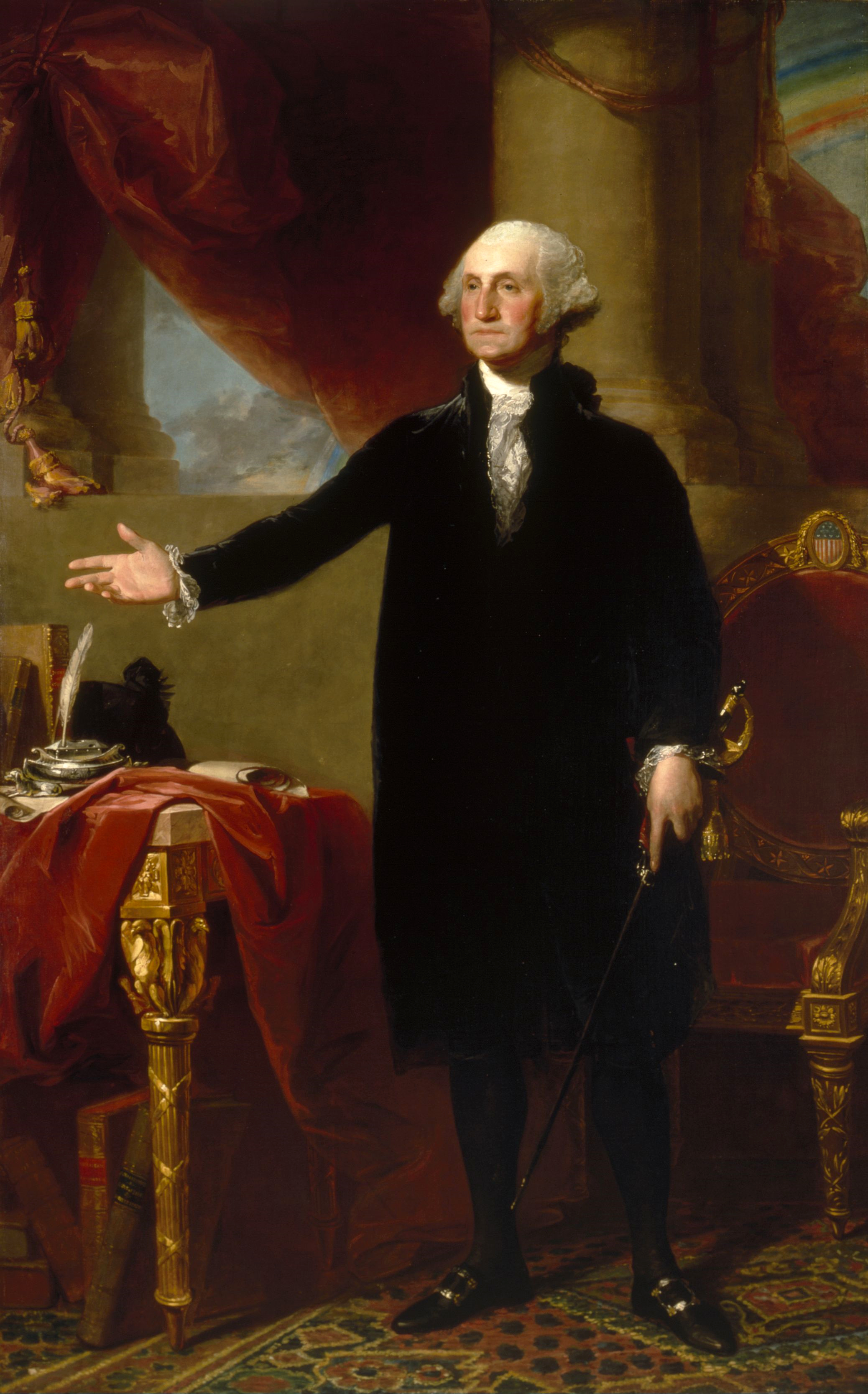
George Washington (a Lansdowne Portrait szerző által készített másolata a Fehér Házból), 1797

Habár leghíresebb munkáinak egyike-másika egész alakos, megrendelőit Stuart ("face painter") leginkább csak deréktól fölfelé ábrázolta. Úgy érezte, hogy az emberen nem a testtartás, a ruha vagy a környezet, hanem az arc a legkifejezőbb. (A rossz nyelvek szerint viszont "az inggomb alatt" már "nem fogott" az ecsete). Vékony, puha ecsetvonásokkal festett, és az így létrejött különleges, vibráló felület jól adja vissza az élő ember elevenségét.
1803-ban az új fővárosban, Washingtonban nyitott műtermet. Élete végére több mint ezer amerikai politikus portréját – köztük több elnökét – készítette el. Népszerűségét mutatja, hogy alkotásait sokan másolták. Összes portréjának egytizede Washingtont ábrázolja, és ezekről saját maga is készített másolatokat. (Így egyes képeinek néha több „eredeti” példánya is van). Stuart vázlatok nélkül dolgozott, rögtön a vászonra festett. Modelljeinek általában nemcsak vászonra vitt hasonmásaik tetszettek, de a mester társaságát is kedvelték, ezért feltűnően sok lejegyzés és anekdota maradt róla fenn. John Adams elnök például a következő dicsérő szavakkal illette: "Általában véve nincs ahhoz hasonló vezeklés, mint amikor az ember a portréját festeti. Kényszeredett, természetellenes helyzetben kell ülni, ami igencsak próbára teszi az ember türelmét. De Stuartnak akár január elsejétől december utolsó napjáig is modellt ülnék, mert felőle azt csinálhatok, ami csak tetszik, miközben beszédével szüntelenül szórakoztat ".
1805-től Bostonban élt. 1824-ben szélütés érte, de bénulása és köszvénye ellenére is tovább festett. Bostonban nyugszik.

## Ismertebb képei
- The Skater/Grant of Congalton/William Grant, 1782.
- Catherine Brass Yates (Mrs. Richard Yates), kb. 1793/1794.
- George Washington ("Vaughan portrait"), 1795.
- George Washington ("Athenaeum Portrait"), 1796.
- George Washington ("Lansdowne Portrait"), 1796.
- Abigail Smith Adams (Mrs. John Adams), 1800/1815.
- John Adams, kb. 1800/1815.

## Fordítás
- Ez a szócikk részben vagy egészben  a   Gilbert_Stuart című angol Wikipédia-szócikk fordításán alapul.  Az eredeti cikk szerkesztőit annak laptörténete sorolja fel. Ez a jelzés csupán a megfogalmazás eredetét és a szerzői jogokat jelzi, nem szolgál a cikkben szereplő információk forrásmegjelöléseként.